# North (album d'Elvis Costello)
Pour les articles homonymes, voir North.
Albums de Elvis Costello
Cruel Smile
(2002) The Delivery Man
(2004)
North (2003) est un album d'Elvis Costello. Arrivé après le retour au rock de When I Was Cruel, North est un album de ballades intimes, inspirées paraît-il par la relation de Costello avec Diana Krall. Les critiques sur l'album ont été partagées.

## Liste des pistes
| No  | Titre                       | Auteur         | Durée |
| --- | --------------------------- | -------------- | ----- |
| 1.  | You Left Me in the Dark     | Elvis Costello | 3:26  |
| 2.  | Someone Took the Words Away | Costello       | 4:35  |
| 3.  | When Did I Stop Dreaming?   | Costello       | 5:22  |
| 4.  | You Turned to Me            | Costello       | 2:32  |
| 5.  | Fallen                      | Costello       | 3:12  |
| 6.  | When It Sings               | Costello       | 3:58  |
| 7.  | Still                       | Costello       | 2:27  |
| 8.  | Let Me Tell You About Her   | Costello       | 4:23  |
| 9.  | Can You Be True?            | Costello       | 3:45  |
| 10. | When Green Eyes Turn Blue   | Costello       | 4:17  |
| 11. | I'm in the Mood Again       | Costello       | 2:34  |